# Bundesautobahn 15
Bundesautobahn 15 (em português: Auto-estrada Federal 15) ou A 15, é uma auto-estrada na Alemanha.
A Bundesautobahn 15 tem 64 km de comprimento.

## Estados
Estados percorridos por esta auto-estrada:
- Brandemburgo